# Сантьяго Паес
Сантьяго Паес Гальєгос (Кіто, 1958) — еквадорський письменник, автор романів, оповідань і наукової фантастики.

## Життєпис
У молодості він мандрував джунглями прибережного регіону Еквадору, жив у мангрових болотах провінції Есмеральдас і на високогір'ї центрального міжандського регіону Еквадору.
У 19 років він написав свій перший роман, але після закінчення він йому не сподобався, тому він припинив писати твори на 11-12 років. Він поїхав до Мадрида вчитися, і в той час у нього народився син, якому довелося допомагати його годувати, оскільки його дружина не мала грудного молока, тому щовечора, кожні три години, йому доводилося годувати свого сина через пляшку з соскою. Через цю рутину в нього було безсоння, і він не міг спати, тож він присвятив ці ночі написанню оповідань. Сантьяго любив і був щасливий писати науково-фантастичні історії. У той час він вирішив писати художню літературу і присвятити себе науковій діяльності.
У Мадриді він отримав докторський ступінь. У 1990 році повернувся до Кіто.
Сантьяго є професором Папського католицького університету Еквадору.

## Доробок
Ось деякі з його робіт:

### Романи
- Мавританська королева (1997)
- Файли Іларіона (1998)
- Шамани і королі (1999)
- Приречена мати (2000)
- Хроніки короткого королівства (2006)
- Старий пірат (2008)
- Секрет юмбо (2008)
- Забуття (2010)
- Кинджал (2012)
- Стародавні церемонії (2015)[4][7]
- Тимчасове житло (2018)
- Шептуни (2020)

### Оповідання
- Глибоко в галактиці (1994)[8]
- Аневризма (2009)
- Екватокс (2013)

### Нариси
- Стаття звичаїв Хосе Модесто Еспіноза (1988)
- На голос карнавалу! Семіотичний аналіз популярної літератури (1992)
- Еквадорська казка кінця ХХ століття (1999).
- Маршрути (2008)

### Дитяча та юнацька література
- Змова матері (2007)
- Секрет окарини (2008)
- Портрети Бога. Справа Баумана та Айові, детективів (2016)

## Нагороди
- Премія Гоакіна Гальегоса Лари за його книгу оповідань "Глибоко в галактиці ", присуджена Муніципалітетом славетного муніципалітету столичного округу Кіто (1994).[9]
- Фіналіст конкурсу «Ауреліо Еспіноза Політ» за роман " Pirata Viejo " (2007).[9]
- Премія імені Даріо Гевари Майорги за книгу «Секрет окарини» (2009).[9]
- Премія імені Даріо Гевари Майорги за його детективний роман Змова матері (2016).[10]